# Église Notre-Dame-de-la-Consolation de Żyrardów
L'église Notre-Dame-de-la-Consolation de Żyrardów, est la plus importante église de la ville de Żyrardów située en Pologne

## Historique
Elle a été conçue par l'architecte Józef Pius Dziekoński, qui a également conçu la Cathédrale de la Protection-de-la-Sainte-Vierge-Marie de Toruń et qui s'est inspiré de l'Église votive construite à Vienne les décennies précédentes.
La construction a commencé en 1900 et s'est terminée en 1903.

## Dimensions
Les dimensions de l'édifice sont les suivantes ;

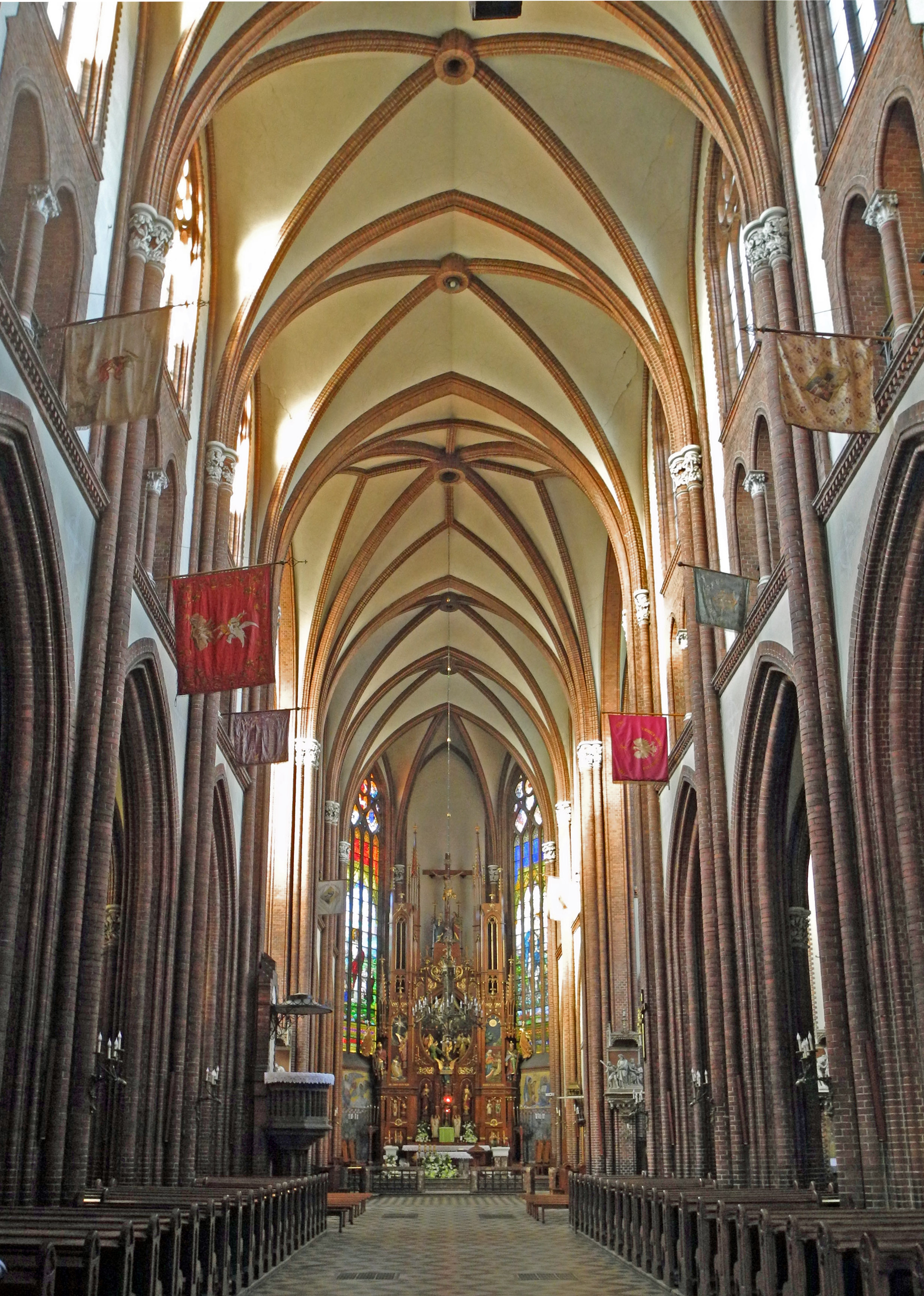
Intérieur de l'église

- Hauteur de la nef ; 22 m
- Hauteur des tours : 70 m